# Velký rozvod nebe a pekla
Velký rozvod nebe a pekla (orig. The Great Divorce) je křesťanská fikce z pera C. S. Lewise. Společně s knihami Rady zkušeného ďábla a K jádru křesťanství patří k jeho nejznámějším dílům zabývajícím se křesťanstvím a vysvětlováním jeho základních konceptů. Autor se v ní snaží vysvětlit křesťanské pojetí očistce, nebe a spásy. Ač je méně známá, než jeho fantasy série Letopisy Narnie či sci-fi Kosmická trilogie, mnozí Lewisovi fandové ji považují za jeho nejlepší dílo z oblasti fikce.
Kniha je vystavěna na fantaskním příběhu, fiktivní cestě autobusem mezi nebem a peklem, a svým charakterem připomíná jak Bunyanovu Cestu poutníka a Komenského Labyrint světa a ráj srdce, tak Zjevení svatého Jana (
Apokalypsa, poslední kniha Nového zákona) a Danteho Božskou komedii.

## Pozadí vzniku knihy
„Myšlenka spojit nebe a peklo dohromady je asi věčně v nás, založená na víře, že skutečnost nás nikdy nestaví před nevyhnutelné buď-anebo. Na víře, že máme-li schopnosti, klid a navíc dostatek času, najdeme vždycky určitý způsob přijetí obou alternativ. Tuto víru považuji za katastrofální omyl. Nemůžete si vzít všechna svá zavazadla na všechny cesty, které máte před sebou. Nežijeme ve světě, kde všechny cesty jsou spirály, a jestliže po nich jdeme dostatečně dlouho, přibližujeme se ke středu, který nakonec jistě nalezneme. Žijeme spíše ve světě, kde se každá cesta po několika kilometrech dělí na dvě, každá z nich po chvíli opět na dvě další a na každém z těch rozcestí stojíme před rozhodnutím…“ (C. S. Lewis)
C. S. Lewis napsal tuto knihu v roce 1945 jako odezvu na Blakeovo Snoubení nebe a pekla (Marriage of Heaven and Hell). Reagoval tím na podle jeho názoru velký omyl Blakea, jímž byla jeho filozofická víra, že všechny cestu vedou k Bohu. Původně se kniha měla jmenovat Kdo půjde domů? (Who Goes Home?), ale popud nakladatele dostala tento název, který lépe vystihuje hlavní cíl knihy. V té době se totiž tato filozofická koncepce Williama Blakea stávala velmi populární a masově přijímanou. Lewis viděl chybu tohoto pohledu ve skutečnosti, že podle ní nezáleží na tom, jak člověk žije. Jakýkoli směr, dobrý i zlý, má stejný konec. V tomto pojetí tušil Lewis obrovské nebezpečí s katastrofálními důsledky. Zánik morálky vede k destrukci společnosti.

## Obsah
Lewis využívá jako nástroj svých myšlenek symbolické prostředí snu, ale fakt, že se celý děj odehrává ve snu, se čtenář dozvídá až v poslední kapitole, což dodává myšlenkám nový rozměr. Kniha je postavená na představivosti, symbolice, autor své postavy oděl do téměř pohádkově fantaskních podob, které jsou nezřídka dávány do protikladů. Kontrastů je zde užíváno nejen ve vykreslování vnější podoby pekla (nepředstavitelně malé, v porovnání s nebem dosahuje velikosti jednoho atomu, přesto je tam vše vzdálené od ostatního) a nebe (velmi silně barevné, tak silně, že lidé mizí, jsou průhlední, tráva tam je pro jejich chodidla velmi ostrá, lidé tu nejsou dokonce schopni ani utrhnout květinu), ale sahají i mnohem hlouběji.
Tyto hlubší protiklady ukazuje Lewis během celé knihy na jednotlivých rozhodnutích postav. Ty mají své důvody, proč přišli do nebe. Nebešťané k nim přistupují, aby jim vysvětlili Boží milost. Tito lidé konali nemoudrá rozhodnutí založená na sobeckých motivech, vybrali si vlastní cestu a očekávali, že je nebe každopádně přijme. A nyní to nechápou, jsou uražení, že nebyli do nebe přijati. Tím autor poukazuje na slabinu Blakeovy filozofie. Vrcholným kontrastem je tudíž kontrast mezi Božím milosrdenstvím a lidskou hloupostí. V každé diskuzi návštěvníků s nebešťany můžeme vidět časté věci, které člověka oddělují od Boží lásky.
Lewis v knize v kůži jednoho z nebešťanů diskutuje i s Georgem MacDonaldem o skutečném nebi a pekle. Když dojdou k otázce svobodného rozhodování, Macdonald řekne, že Milton měl pravdu, když tvrdil, že je lepší vládnout v pekle než sloužit v nebi. Podle Lewise Bůh respektuje svobodné rozhodnutí jednotlivce. Tvrdí, že „nakonec existují jen dva druhy lidí: ti, kteří řeknou Bohu ‘buď vůle tvá’, a ti, kterým nakonec řekne Bůh ‘buď vůle tvá’. Všichni, kteří jsou v pekle, si to vybrali.“
Na jednotlivých setkáních postav v příběhu Lewis ukazuje, jaké na první pohled drobnosti mohou člověka znetvořit a kvůli čemu se člověk může rozhodnout pro šero deštivého města. Jak autor zdůrazňuje již v úvodu, celý příběh je smyšlený a nemá být spekulací o tom, co člověka čeká po smrti. Má sloužit k zamyšlení nad věcmi života.